# Hongzhi

Hongzhi

Hongzhi 弘治 (* 30. Juli 1470; † 8. Juni 1505), Geburtsname: Zhu Youtang 朱祐樘, Tempelname: Xiaozong 孝宗, war der neunte chinesische Kaiser der Ming-Dynastie. Er regierte von 1487 bis 1505 über China.
Kaiser Hongzhi hatte eine dramatische Kindheit, geboren 1470, als die Konkubine Wan alle Kinder des Chenghua-Kaisers mit tödlicher Eifersucht verfolgte. Der junge Prinz Zhu Youtang überlebte nur, weil die Kaiserin ihn und seine Mutter versteckte. Erst mit fünf Jahren wurde seine Existenz dem Kaiser offenbart, der ihn daraufhin zu seinem Thronfolger ernannte. Der Kronprinz zeigte sich ambitioniert und wurde von den besten Lehrern unterwiesen. Mit großem Stolz konnte sein Vater über seine hohe Intelligenz sprechen.
Nachdem Hongzhi 1487 die Drachenrobe anlegte und seinem Vater auf dem Thron folgte, entwickelte sich seine Herrschaft zu einem tugendhaften Vorbild. Seine Regierung orientierte sich strikt am Ideal des Konfuzianismus, er war ein fähiger und arbeitsamer Kaiser. Hongzhi arbeitete eng mit seinen Ministern und Beamten zusammen, er reduzierte die Steuerlast, sparte bei den Staatsausgaben und traf eine gute Wahl bei der Berufung seiner Ratgeber. Der Kaiser forderte von seinen Mitarbeitern völlige Offenheit und Kritik an seiner Person und seinem Amt, dies führte zu einer sehr gut funktionierenden Regierung und einer Stärkung der Ming-Herrschaft nach innen und außen. Des Weiteren verbannte er die korrupten Hofeunuchen, beendete deren Einfluss auf den Staat und setzte 3.000 weitere ab, die es gewagt hatten von der Konkubine Wan Staatsämter käuflich zu erwerben. In der Manufakturindustrie setzte er den Weg seines Vaters fort. Die Luxusindustrie wuchs stetig an, ein Trend der bereits unter Chenghua einsetzte. Die Einwohnerzahlen der Städte nahmen immer mehr zu. In der Folge entwickelte sich zusehends ein reiches chinesisches Bürgertum, das im 16. Jahrhundert einen ersten Höhepunkt erreichen sollte. Der Hongzhi-Kaiser wird wegen seiner erfolgreichen und mustergültigen Regierung immer wieder mit den Kaisern Hongwu und Yongle verglichen und seine Zeit als das Silberne Zeitalter der Ming stilisiert.
Anders als seine Vorgänger lebte Hongzhi streng monogam und hatte nur eine Kaiserin, mit der er seine einzigen Kinder zeugte. Er gilt als Familienmensch, der Intrigen aller Art bei Hofe verabscheute und diese strikt unterband. Er starb 1505 und hinterließ nur einen einzigen Sohn, den Prinzen Zhu Houzhao, der ihm als Kaiser nachfolgte.